# Carsten Schmuck
Carsten Schmuck (* 20. Februar 1968 in Oberhausen; † 1. August 2019) war Professor für organische Chemie an der Universität Duisburg-Essen. Er war einer der Autoren des Buches Chemie für Mediziner und Autor des Titels Basisbuch Organische Chemie des Pearson-Verlags.

## Lebenslauf
Carsten Schmuck erhielt 1992 das Diplom in Chemie und promovierte 1994 in organischer Chemie, beides an der Ruhr-Universität Bochum. 1995 bis 1997 war er Postdoktorandenstipendiat der Feodor-Lynen-Stiftung bei Ronald Breslow an der Columbia University in New York, wo er cyclodextrin enzyme mimics and unnatural DNA analogs arbeitete. 2001 habilitierte er in supramolekularer und bioorganischer Chemie an der Universität Köln in der Arbeitsgruppe von Albrecht Berkessel. Im Januar des Folgejahres erhielt er eine C3-Professur in organischer Chemie an der Julius-Maximilians-Universität Würzburg. Seit 2008 hatte er eine W3-Professur in organischer Chemie an der Universität Duisburg-Essen.

## Forschungsschwerpunkte
Seine Forschungsschwerpunkte waren die Konstruktion von künstlichen Rezeptoren für biologisch relevante Substrate wie Peptide und Kohlenhydraten mit de-novo-Design und kombinatorischen Methoden, die Untersuchung von sich selbst organisierenden Zwitterionen als Bausteine für supramolekulare Polymere und weichen Nanomaterialien in Wasser und den thermodynamischen Studie über nicht-kovalente Wechselwirkungen im Allgemeinen.
Seine Auszeichnungen umfassen unter anderem das Dozentenstipendium des Fonds der Chemischen Industrie, den Karl-Arnold-Preis des Landes Nordrhein-Westfalen und eine Auszeichnung der Universität Köln für seine Habilitationsschrift.
2017 erhielt er mit Peter Wich (der bei ihm promoviert hatte) und Tanja Schirmeister den Literaturpreis des Fonds der Chemischen Industrie für ihre Bearbeitung der Neuauflage des klassischen Beyer-Walter Lehrbuchs der Organischen Chemie.

## Schriften
- mit Tanja Schirmeister, Peter Wich (Bearbeiter): Beyer/Walter Lehrbuch der Organischen Chemie. 25. Auflage, Hirzel, 2016.